# Peter-Jürgen Rau
Peter-Jürgen Rau (* 29. November 1936 in Bochum; † 14. August 2022) war ein deutscher Politiker (FDP). Er war in mehreren Wahlperioden Abgeordneter im Landtag von Niedersachsen.
Rau absolvierte nach dem Abitur in Bochum 1959 ein Maschinenbau-Studium an der Technischen Hochschule Aachen. Außerdem studierte er Rechts-, Staats- und Wirtschaftswissenschaften an der Universität Bonn. Nach dem Abschluss als Diplom-Volkswirt war er ab 1966 als Referent bei der Industrie- und Handelskammer Düsseldorf tätig. Ab 1968 war er stellvertretender Abteilungsleiter bei der Industrie- und Handelskammer Hannover. Ab 1971 war er Geschäftsführer der Industrie- und Handelskammer Hannover-Hildesheim.
Rau trat 1966 der FDP und den Deutschen Jungdemokraten bei. Ab 1972 war er Vorsitzender des Landesfachausschusses Wirtschaftspolitik. Rau war für die FDP Mitglied in zahlreichen Gremien, Ausschüssen und Kommissionen auf Bundes- und Landesebene. So war er etwa Mitglied des Vorstandes der Landesgruppe Niedersachsen des Rationalisierungskuratoriums der deutschen Wirtschaft (RKW). Außerdem war er Mitglied des Vorstandes der Deutsch-Polnischen Gesellschaft in Hannover. Außerdem war Rau Bezirksratsherr im hannoverschen Stadtbezirk Ahlem-Badenstedt-Davenstedt. Bei der Landtagswahl in Niedersachsen 1974 wurde Rau in den Landtag gewählt. Von 1978 bis 1982 gehörte er ihm nicht an, nachdem die FDP bei der Landtagswahl 1978 an der Fünfprozenthürde gescheitert war. Erst nach der Landtagswahl 1982 war er wieder Mitglied des Landtages. Bei der Landtagswahl 1986 wurde er zunächst wieder nicht gewählt, rückte aber am 1989 für Rudolf Fischer, der zum Staatssekretär ernannt worden war, nach und gehörte dem Landtag noch einmal bis 1990 an. Im Landtag betätigte er sich insbesondere im Ausschuss für Wirtschaft und Verkehr.